# Minuit (EP)
Minuit è il terzo EP della cantante franco-statunitense Joséphine Baker, pubblicato nel 1958.

## Tracce
1. Minuit – 2:40
2. Romance Aux Étoiles – 2:40 (Jacques Larue, Orlando De La Rosa)
3. Pecadora – 2:30
4. Olele Olela – 3:35